# Чернов Андрій Володимирович
Андрій Володимирович Чернов (нар. 21 жовтня 1976, Кіровоград, УРСР) — український футболіст, півзахисник.

## Клубна кар'єра
Народився в Кіровограді, але футбольній майстерності навчався в дніпропетровському «Дніпрі-75». Дорослу футбольну кар'єру розпочав у 1993 році в складі кіровоградської «Зірки-НІБАС», за яку зіграв 1 матч у кубку України. У зимове трансферне вікно сезону 1993/94 років перейшов до дніпропетровського «Дніпра», але завоювати місце в основі команди молодому футболісту не вдалося. У футболці дніпропетровців у квітні 1994 року провів по 1 матчу в кубку та Вищій лізі України. У пошуках стабільної ігрової практики у першій частині сезону 1994/95 років був відданий в оренду до знам'янського «Локомотиву», у складі якого зіграв 11 матчів в аматорському чемпіонаті України. У другій частині сезону 1994/95 років виступав в оренді за новомосковський «Металург», у футболці якого відіграв 6 матчів у Другій лізі. У 1996 році захищав кольори кременчуцького «Кременя», а в 1997 році — криворізького «Кривбасу». У 1997 році виїхав до Латвії, де підписав контракт з ризькою «ЛУ-Даугавою». У 2001 році перейшов до ризького «Сконто», а наступного року — до «Дінабургу». влітку 2002 року повернувся в Україну, де до кінця року виступав у клубі «Вуглик» (Димитров). Потім виступав у російському клубі «Лісма-Мордовія» (Саранськ). Навесні 2004 року повернувся до України, де спочатку виступав за вінницьку «Ниву», а потім виїхав до Білорусі, в якій виступав за бобруйську «Білшину» та берестейське «Динамо». Навесні 2007 року повернувся до України, де спочатку виступав за аматорські клуби «Горизонт» (Дніпропетровськ) та «Мир» (Горностаївка). Під час зимової перерви сезону 2007/08 років підсилив криворізький «Гірник». З 2010 по 2013 рік виступав в аматорських клубах Дніпропетровської області «Перемога» (Дніпропетровськ), «Колос» (Нікопольський район) та «ВПК-Агро» (Магдалинівка). У команді з Магдалинівки поєднував функції гравця та тренера.

## Кар'єра в збірній
Зіграв 1 матч у футболці молодіжної збірної України.

## Досягнення
- Вірсліга
  -  Чемпіон (1): 2001